# 傅世烈
傅世烈，滿洲人，是一名清朝政治人物。
傅世烈曾于1646年接替张铫任松江府知府一职，1647年由林永盛接任。